# Fairey Firefly
Fairey Firefly là một loại máy bay tiêm kích trang bị cho tàu sân bay của Không quân Hải quân Hoàng gia Anh trong Chiến tranh thế giới II, ngoài ra nó còn được dùng làm máy bay chống tàu ngầm.

## Biến thể

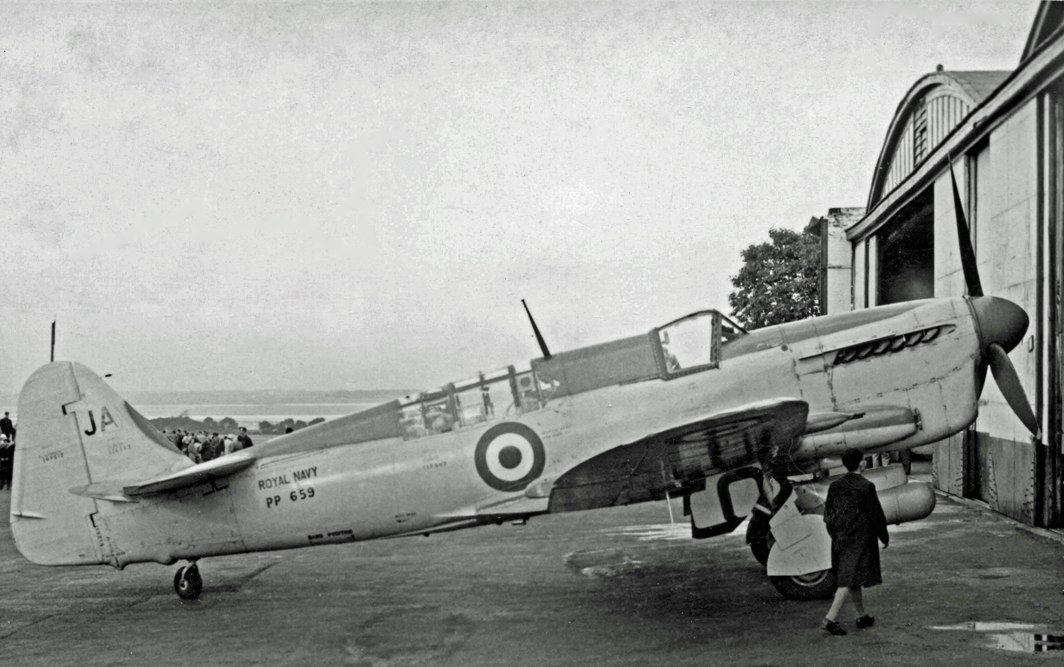
Phiên bản huấn luyện Firefly T.3 thuộc Phi đoàn 1841 năm 1952

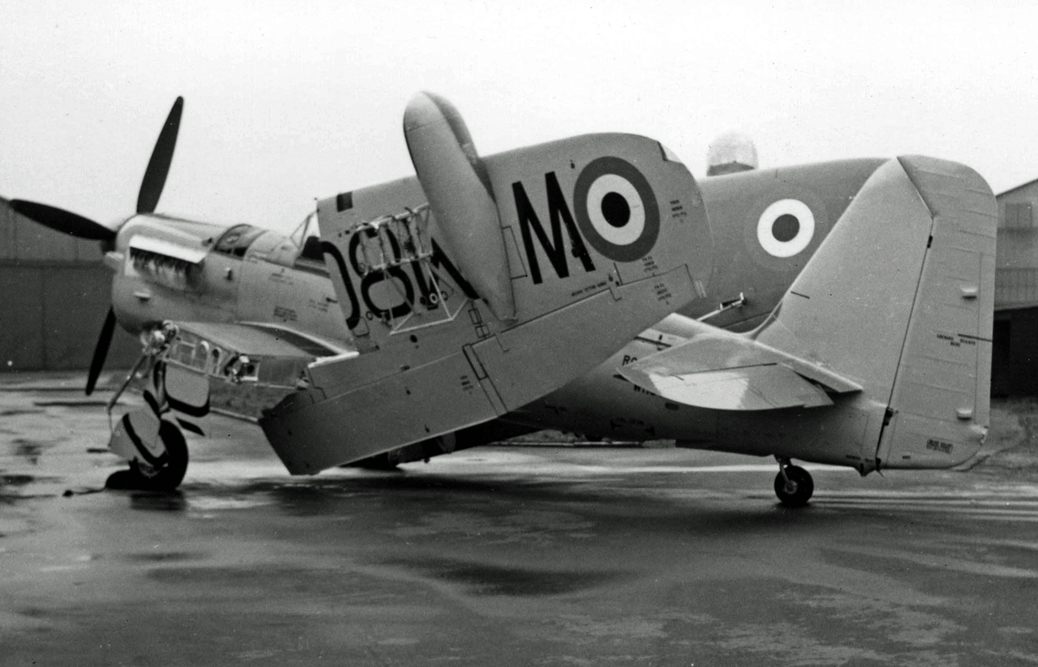
Phiên bản huấn luyện Firefly T.7 năm 1953

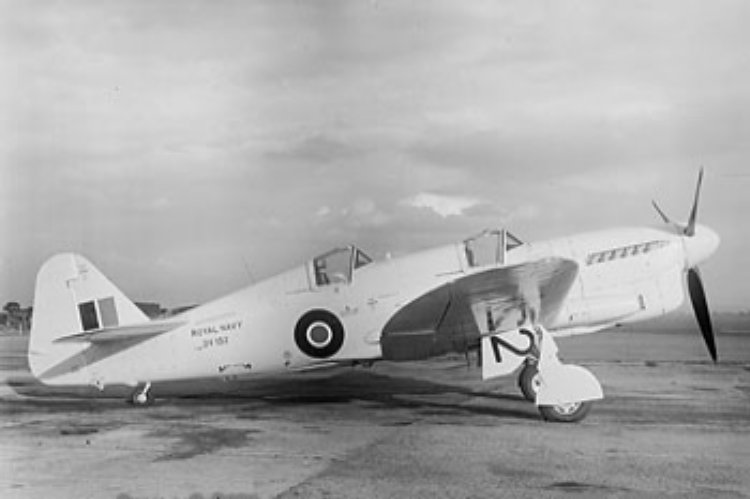
Firefly T.Mk 1

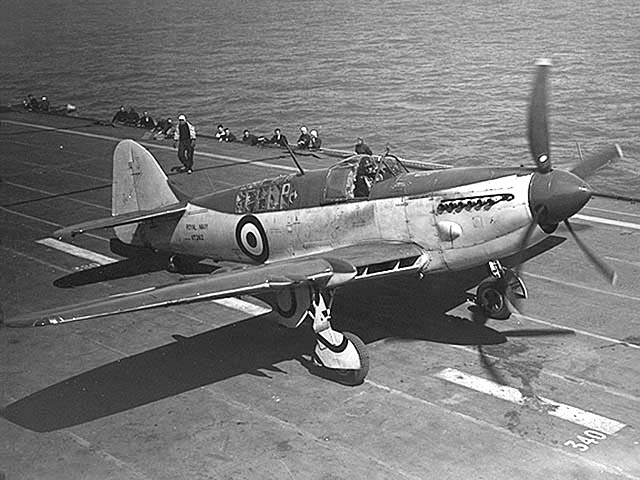
Firefly Mk IV

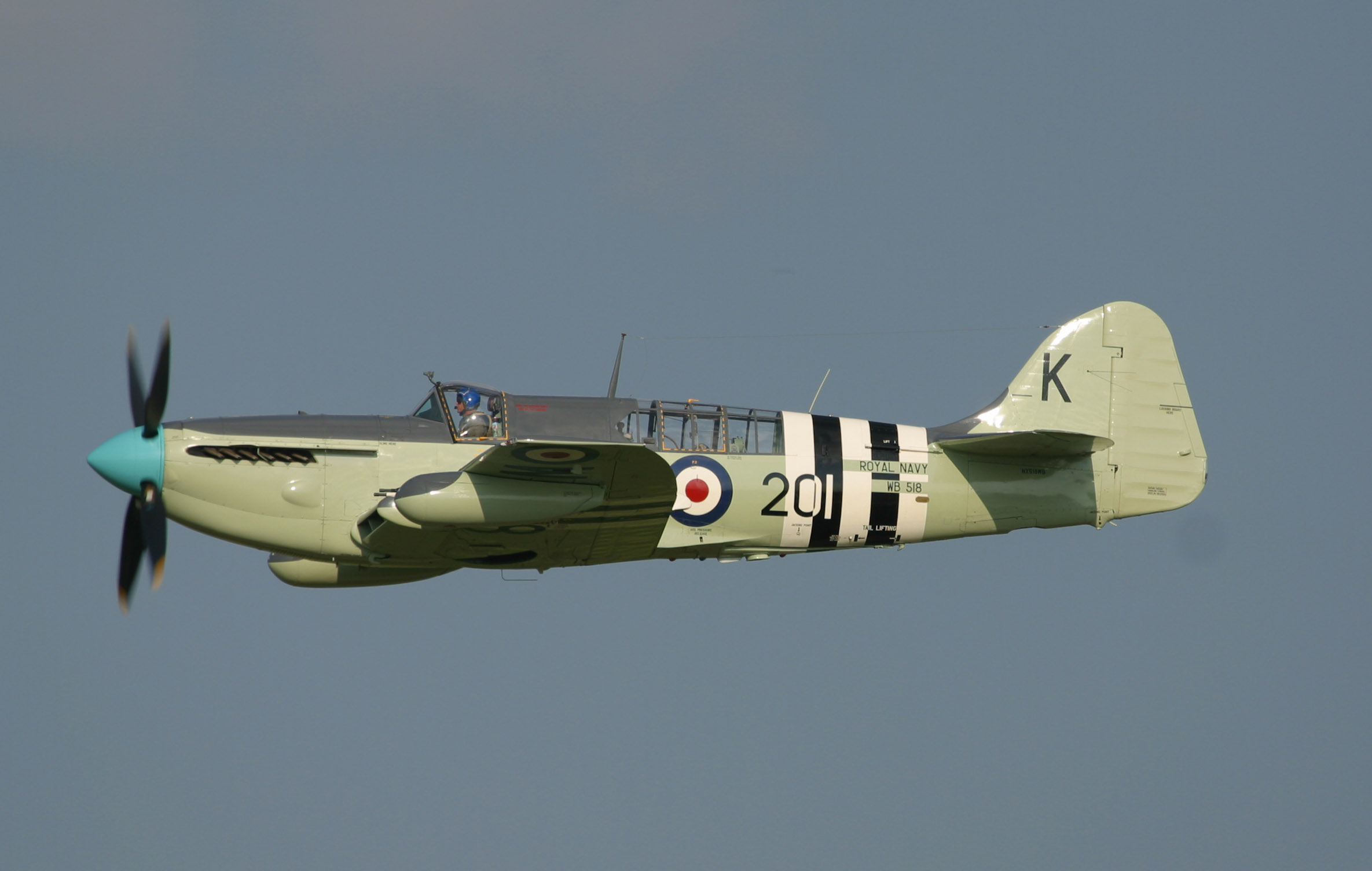
Firefly AS.6 từng hoạt động trong Chiến tranh Triều Tiên

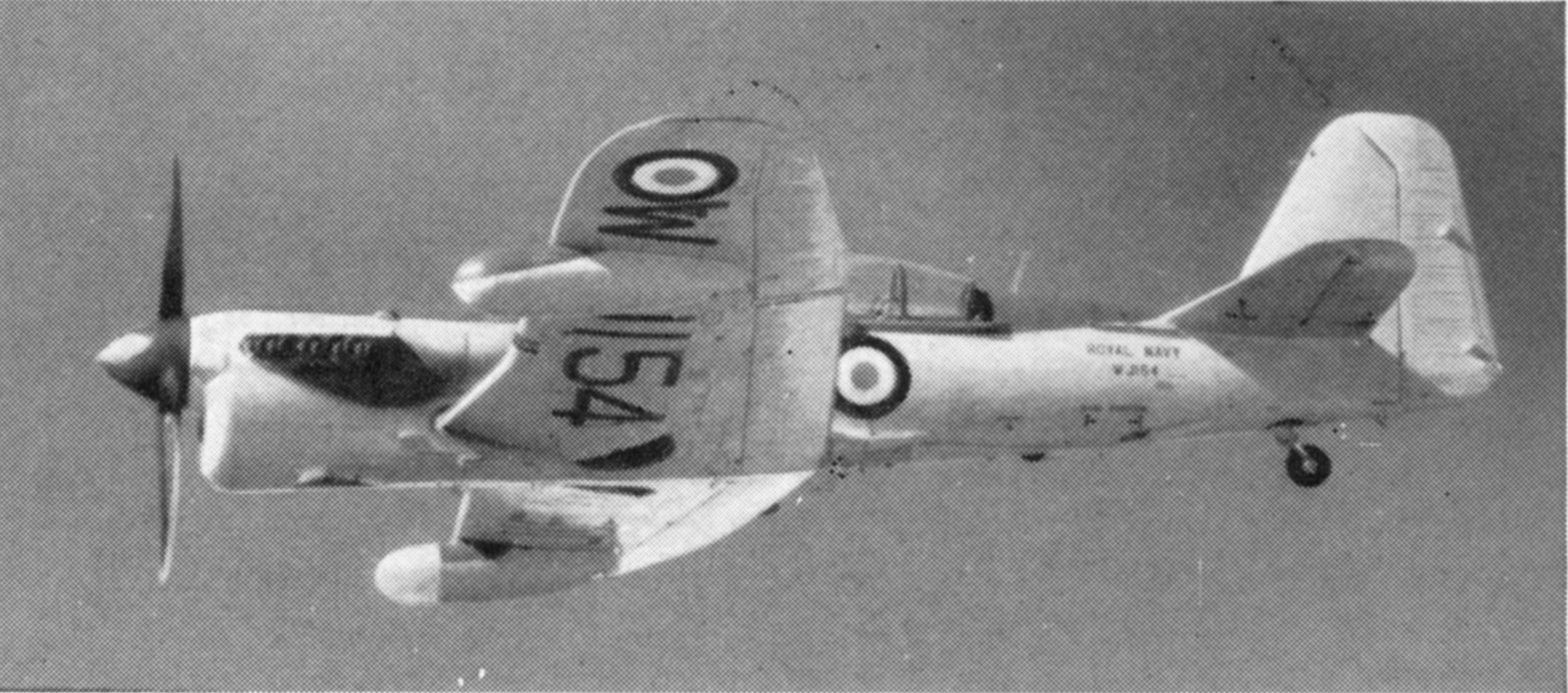
Firefly AS.Mk7 WJ154

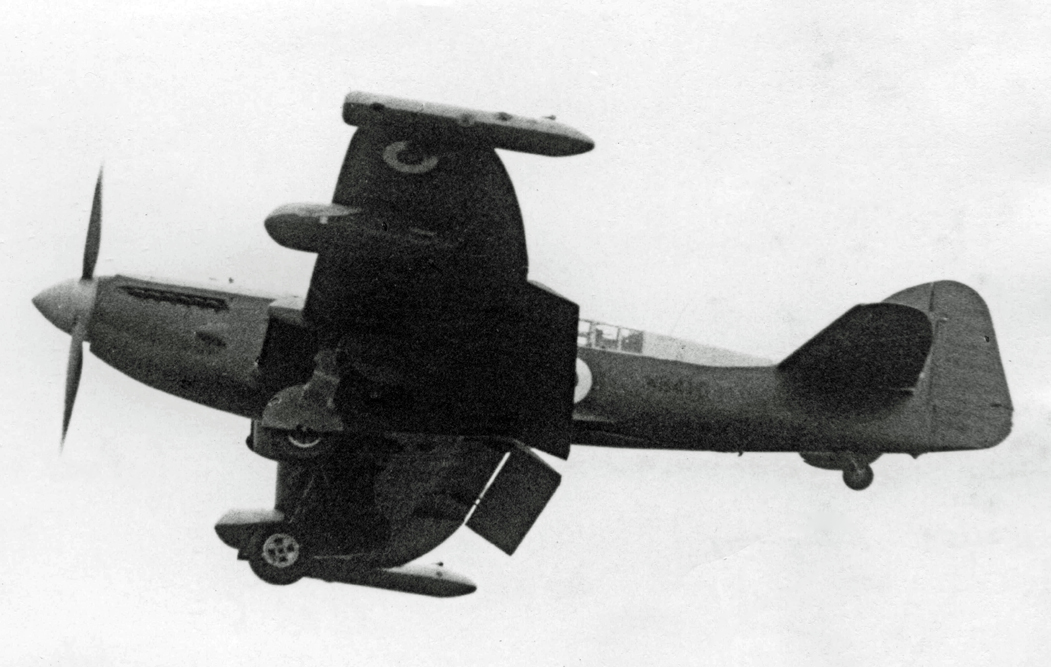
Mẫu Firefly U.9 không người lái năm 1959

Firefly I / FR.I
2 biến thể của Mk I Firefly được chế tạo; 429 chiếc "tiêm kích" "Firefly F Mk I", do Fairey và General Aircraft Ltd chế tạo, còn 376 chiếc "tiêm kích/trinh sát" Firefly "FR Mk I" (lắp radar phát hiện mục tiêu ASH). 334 chiếc Mk I cuối cùng được chế tạo, sau đó nâng cấp với động cơ 1,765 hp (1,316 kW) Griffon XII.
Firefly NF.Mk II
Chỉ có 37 chiếc Mk II Firefly được chế tạo, tất cả đều là loại tiêm kích bay đêm Firefly NF Mk II.
Firefly NF.Mk I
NF.II được thay thế bằng biến thể tiêm kích bay đêm Firefly NF Mk I.
Firefly T.Mk 1
Phiên bản huấn luyện 2 chỗ. Được hoán cải từ Firefly Mk I sau chiến tranh.
Firefly T.Mk 2
Phiên bản huấn luyện vũ trang hai chỗ. Được hoán cải từ Firefly Mk I sau chiến tranh.
Firefly T.Mk 3
Dùng làm máy bay huấn luyện tác chiến chống tàu ngầm. Được hoán cải từ Firefly Mk I sau chiến tranh.
Firefly TT.Mk I
Sau chiến tranh, một số lượng nhỏ Firefly Mk I được chuyển đổi thành máy bay kéo bia bay.
Firefly Mk III
Một chiếc Firefly Mk III đề xuất, lắp động cơ Griffon 61, không chế tạo.
Firefly Mk IV
Firefly Mk IV lắp động cơ 2,330 hp (1,740 kW) Griffon 72, bay lần đầu năm 1944, không đưa vào sản xuất cho đến khi chiến tranh kết thúc.
Firefly FR.Mk 4
Phiên bản tiêm kích-trinh sát dựa trên Firefly Mk IV.
Firefly Mk 5

Firefly NF.Mk 5
Phiên bản tiêm kích bay đêm dựa trên Firefly Mk 5.
Firefly RF.Mk 5
Phiên bản tiêm kích-trinh sát dựa trên Firefly Mk 5.
Firefly AS.Mk 5
Phiên bản chống ngầm.
Firefly Mk 6

Firefly AS.Mk 6
Phiên bản chống ngầm Fairefly AS.Mk 6.
Firefly TT.Mk 4/5/6
Một số lượng nhỏ AS.4/5/6 được hoán đổi thành máy bay kéo bia bay.
Firefly AS.Mk 7
Phiên bản chống ngầm Firefly AS.Mk 7, lắp 1 động cơ Rolls-Royce Griffon 59.
Firefly T.Mk 7
Phiên bản huấn luyện chống ngầm.
Firefly U.Mk 8
Bia bay không người lái; 34 chiếc Firefly T.7 được hoán cải trên dây chuyền sản xuất để thành bia bay không người lái.
Firefly U.Mk 9
Bia bay không người lái; 40 chiếc Firefly Mk AS.4 à AS.5 được hoán cải thành phiên bản này.

## Quốc gia sử dụng
Trong chiến tranh thế giới II
 Anh Quốc
- Không quân Hải quân Hoàng gia

Sau chiến tranh
 Úc
- Không quân Hải quân Hoàng gia Australia

 Canada
- Hải quân Hoàng gia Canada

 Đan Mạch
- Không quân Hoàng gia Đan Mạch

 Ethiopia
- Không quân Ethiopia

 Hà Lan
- Hải quân Hoàng gia Hà Lan
  - Không quân Hải quân Hà Lan

 Ấn Độ
- Hải quân Ấn Độ
  - Không quân Hải quân Ấn Độ[1][2]

 Thụy Điển
- Không quân Thụy Điển[3]

 Thái Lan
- Không quân Hoàng gia Thái Lan[4]

 Anh Quốc
- Hải quân Hoàng gia - Không quân Hải quân Hoàng gia

## Tính năng kỹ chiến thuật (Mk I)

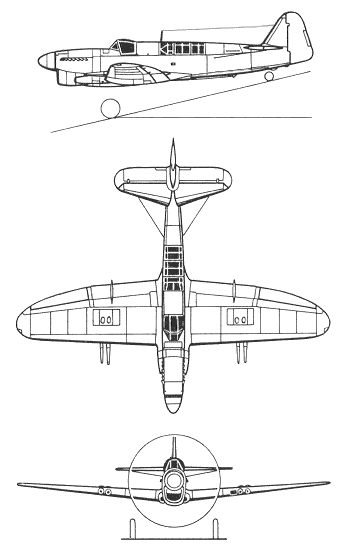

British Naval Aircraft since 1912 

### Đặc điểm riêng
- Tổ lái: 2
- Chiều dài: 37 ft 7¼ in (11,46 m)
- Sải cánh: 44 ft 6 in (13,57 m)
- Chiều cao: 13 ft 7 in (4,14 m)
- Diện tích cánh: 328 ft² (30,5 m²)
- Trọng lượng rỗng: 9.750 lb (4.432 kg)
- Trọng lượng có tải: 14.020 lb (6.373 kg)
- Động cơ: 1 × Rolls-Royce Griffon IIB, 1.730 hp (1.290 kW)

### Hiệu suất bay
- Vận tốc cực đại: 316 mph (275 kn, 509 km/h)
- Tầm bay: 1.300 mi (1.130 nmi, 2.090 km)
- Trần bay: 28.000 ft (8.530 m)

### Vũ khí
- 4 khẩu pháo Hispano-Suiza HS.404 20mm
- 8 rocket RP-3 "60 lb"
- 2 quả bom 1.000 lb (454 kg)